# Vlado Čapljić
Vlado Čapljić (22 marzo 1962) è un allenatore di calcio ed ex calciatore bosniaco, fino al 1991 jugoslavo, di ruolo difensore.

## Carriera

### Club
Giocò la maggior parte della sua carriera con lo Željezničar. Tra la fine degli anni ottanta e l'inizio degli anni novanta militò nel Partizan e nella Dinamo Zagabria.

### Nazionale
Con la Jugoslavia vanta quattro presenze e la vittoria della medaglia di bronzo alle Olimpiadi di Los Angeles 1984. A livello di Nazionali giovanili partecipò all'edizione 1979 del Campionato mondiale di calcio Under-20.

### Allenatore
Dopo il ritiro ha svolto il compito di allenatore in Serbia.

## Palmarès

### Giocatore

#### Club
- Campionato jugoslavo: 2

Patizan: 1985-1986, 1986-1987

#### Nazionale
- Bronzo olimpico: 1

Los Angeles 1984

### Allenatore
- Srpska Liga: 1

Radnički Kragujevac: 2009-2010 (girone est)